# Black Forest
Black Forest é uma Região censo-designada localizada no estado americano do Colorado, no Condado de El Paso.

## Demografia
Segundo o censo americano de 2000, a sua população era de 13.247 habitantes.

## Geografia
De acordo com o United States Census Bureau tem uma área de 330,3 km², dos quais 330,1 km² cobertos por terra e 0,2 km² cobertos por água. Black Forest localiza-se a aproximadamente 2246 m acima do nível do mar.

## Localidades na vizinhança
O diagrama seguinte representa as localidades num raio de 24 km ao redor de Black Forest. 